# 黄村駅 (広州市)
黄村駅（こうそんえき）は、中華人民共和国広東省広州市天河区にある広州地下鉄4号線と21号線の駅である。

## 利用可能な鉄道路線
- 広州市地下鉄道総合公司

■4号線
■21号線

## 駅周辺
- 広東オリンピックスタジアム - オリンピックスポーツセンター内にある2010年アジア競技大会のメインスタジアム。その他野球、ソフトボール、ホッケー、アーチェリーなどの2010年アジア競技大会の競技施設がオリンピックスポーツセンター内にある。

## 歴史
- 2010年9月25日 - 4号線が開業。
- 2019年12月20日 - 21号線が開業。

## 隣の駅
広州地下鉄
■4号線
黄村駅 - 車陂駅
■21号線
棠東駅 - 黄村駅 - 大観南路駅